# ヴェツリガ
ヴェツリガ（Vecrīga、ヴェツリーガとも）、はラトビアのリガ・ダウガヴァ川東海岸にあるリガ歴史地区の中心地である。ヴェツリガとはラトビア語で旧市街の意味であり、バルト海の真珠の異名を持つリガの千古の姿を今もなお残している。

## 歴史
19世紀後半に市域が拡大されるまでヴェツリガはリガ市そのものだった。かつて、ヴェツリガはダウガヴァ川畔に面した場所を除き市内を囲む城壁で防御されていたが、城壁が取り壊された時にダウガヴァ川の水が城壁のあった場所を埋め、現在そこは運河となっている。

## 世界遺産
1980年代ヴェツリガの通りは車両通行禁止区域に指定され、住人用の乗り物や配達用乗り物の乗り入れだけが市の特別許可で可能となった。ヴェツリガは国際連合教育科学文化機関（通称UNESCO）の世界遺産リストにリガ歴史地区として登録された。

### 登録基準
この世界遺産は世界遺産登録基準のうち、以下の条件を満たし、登録された（以下の基準は世界遺産センター公表の登録基準からの翻訳、引用である）。
- (1) 人類の創造的才能を表現する傑作。
- (2) ある期間を通じてまたはある文化圏において、建築、技術、記念碑的芸術、都市計画、景観デザインの発展に関し、人類の価値の重要な交流を示すもの。

## 名所
バルトのパリとも称されるヴェツリガを彩るのは有名で歴史のある建造物であるリガ大聖堂や聖ペテロ教会などである。他にも外国人商人の為に建てられた集会所であるブラックヘッドのギルドや、猫の家、リヴォニア騎士団の大豪邸などヴェツリガには歴史的建造物が数多く存在し、何れも必見の価値があるものである。

## ギャラリー

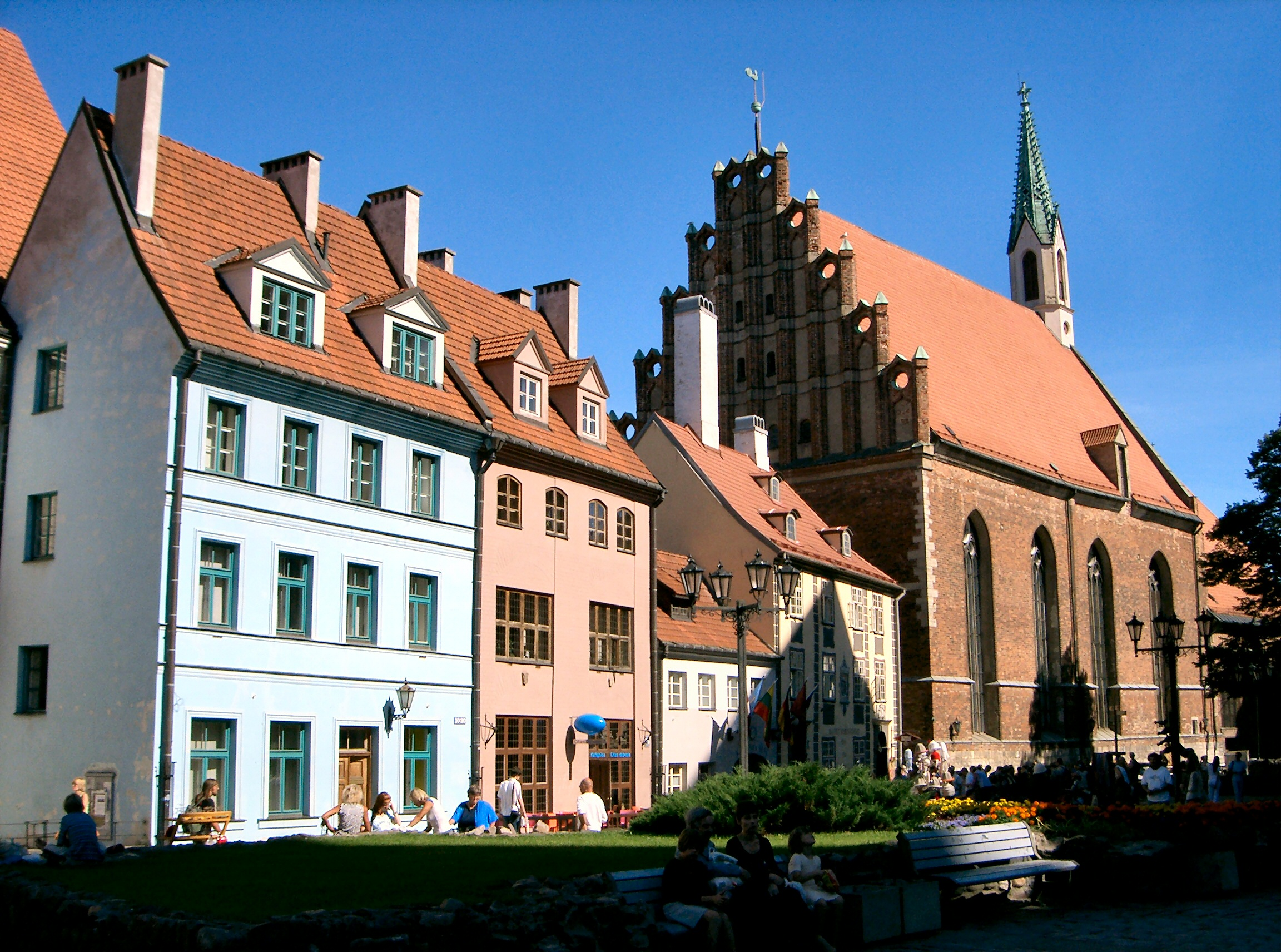
聖ペテロ教会
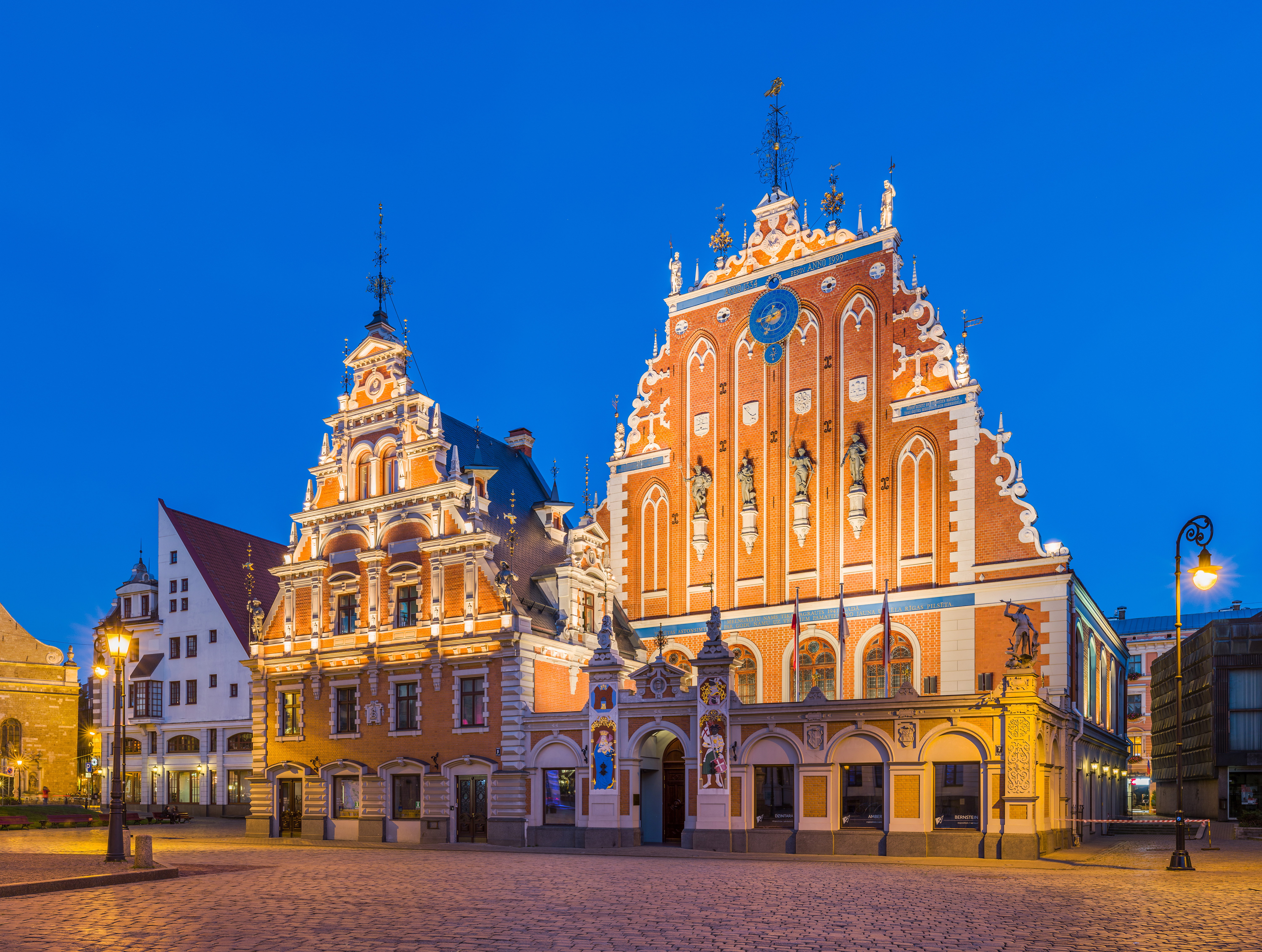
ブラックヘッドのギルド（英語版）
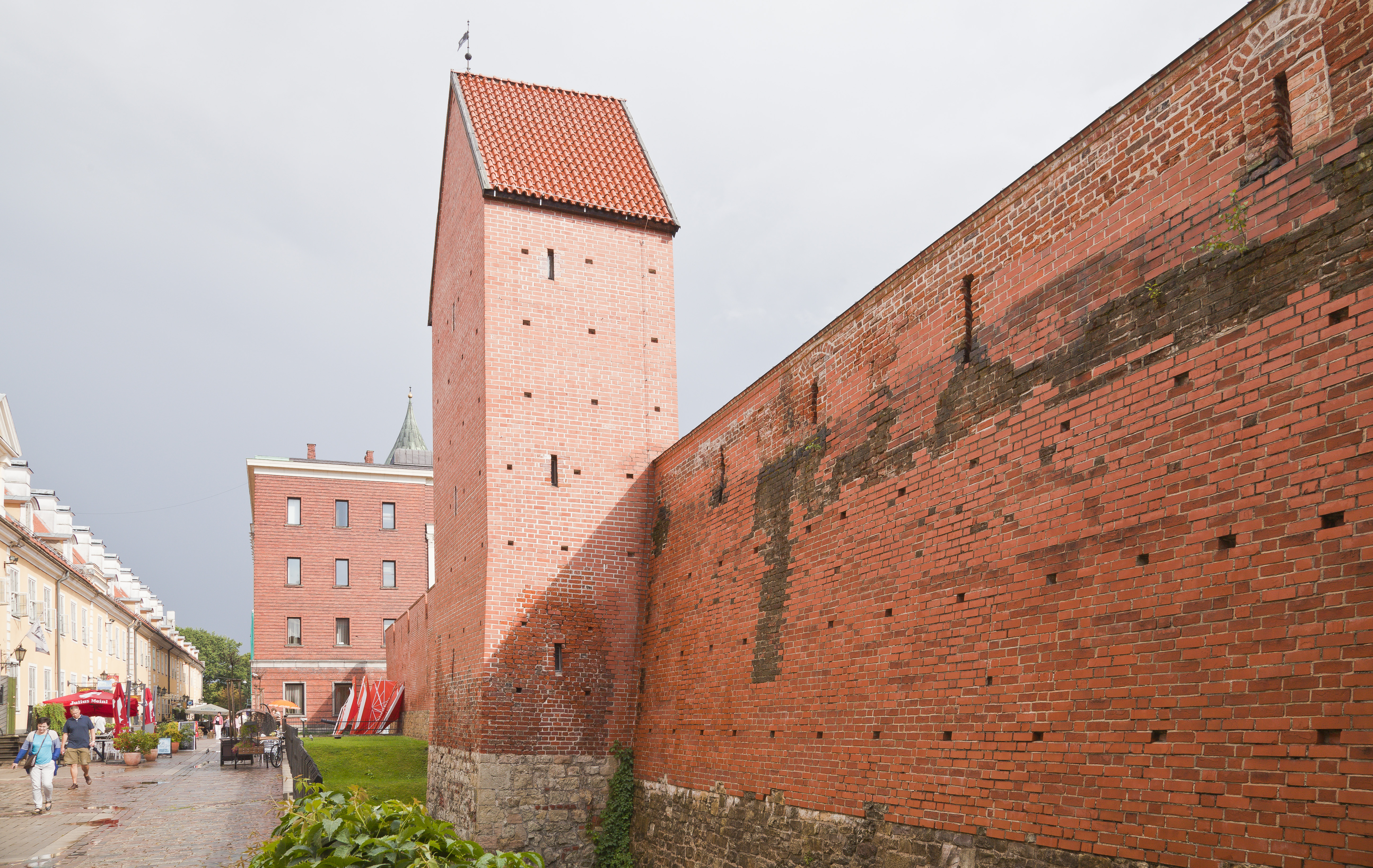
復元された中世時代の城壁の一部
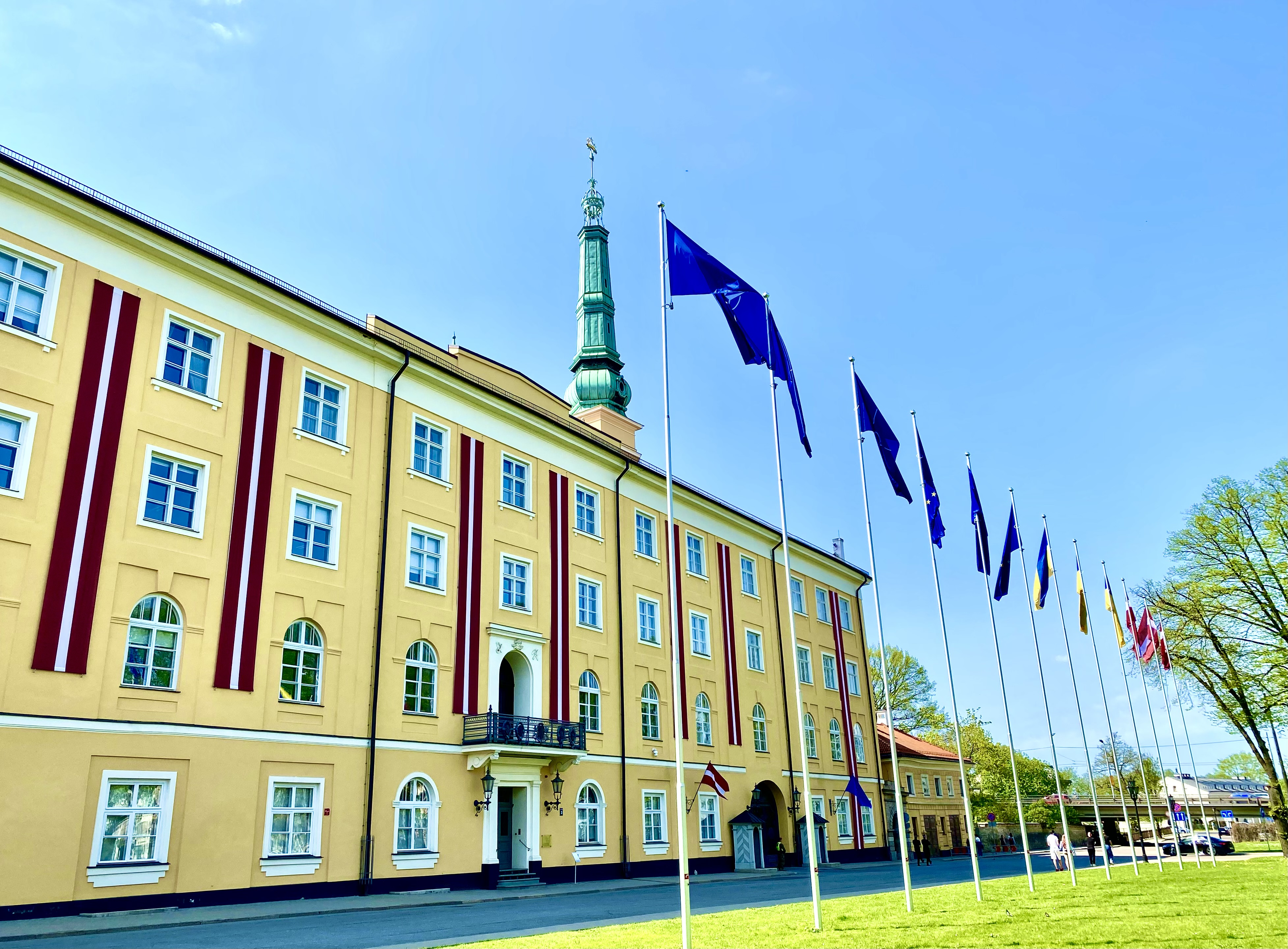
リガ城
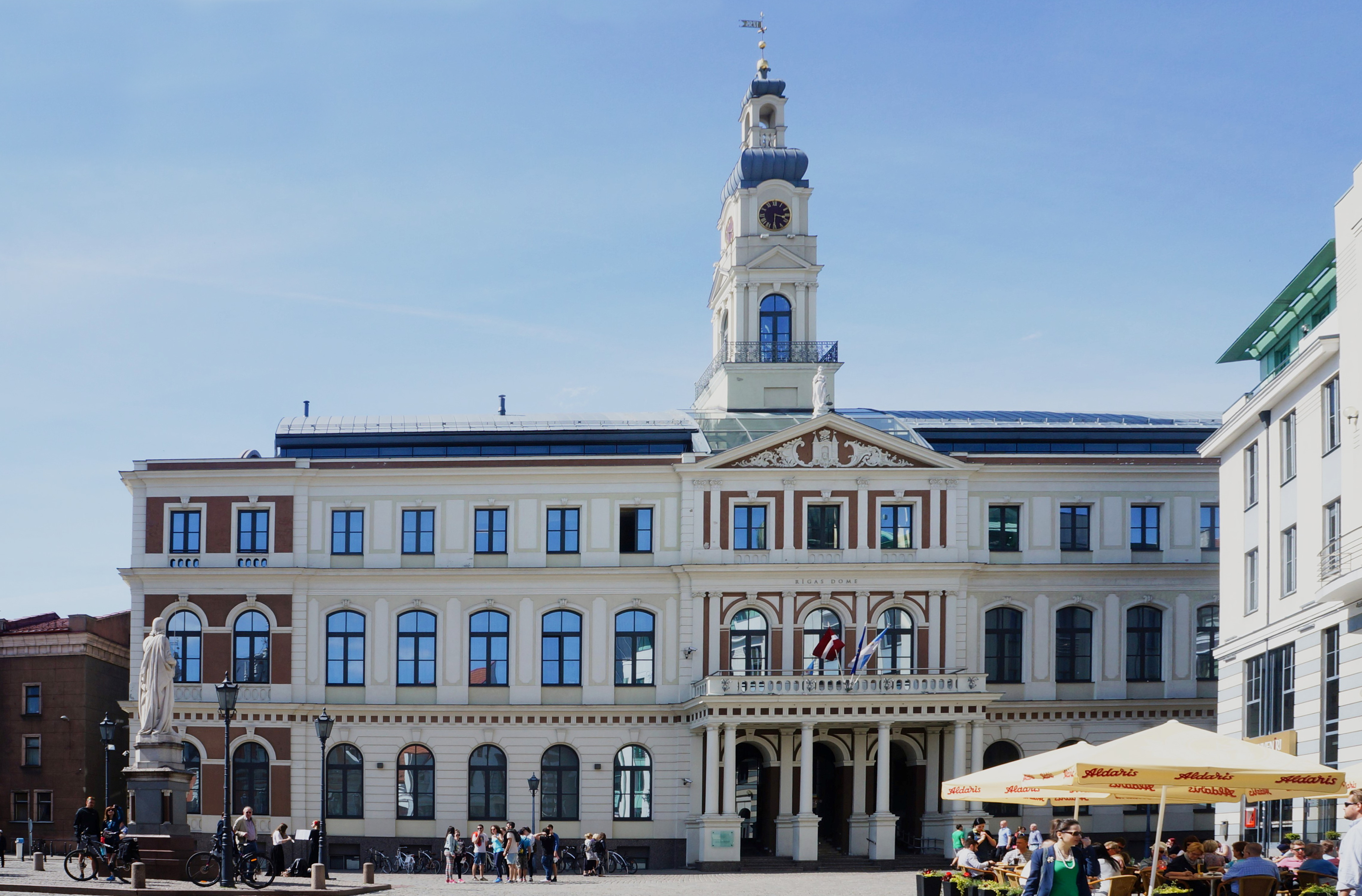
リガ市役所
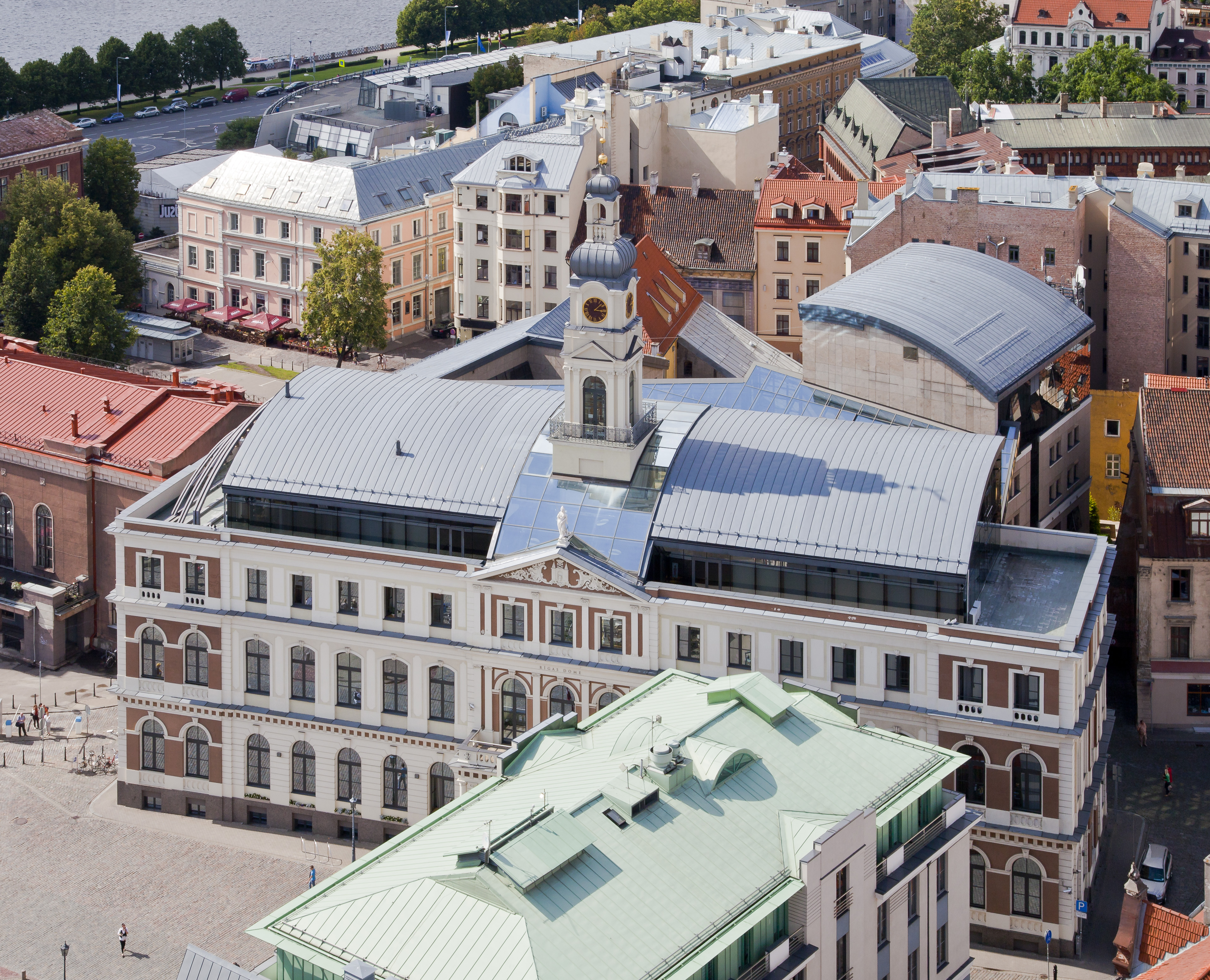
ヴェツリガの街並み、中央にあるのは上から見たリガ市役所
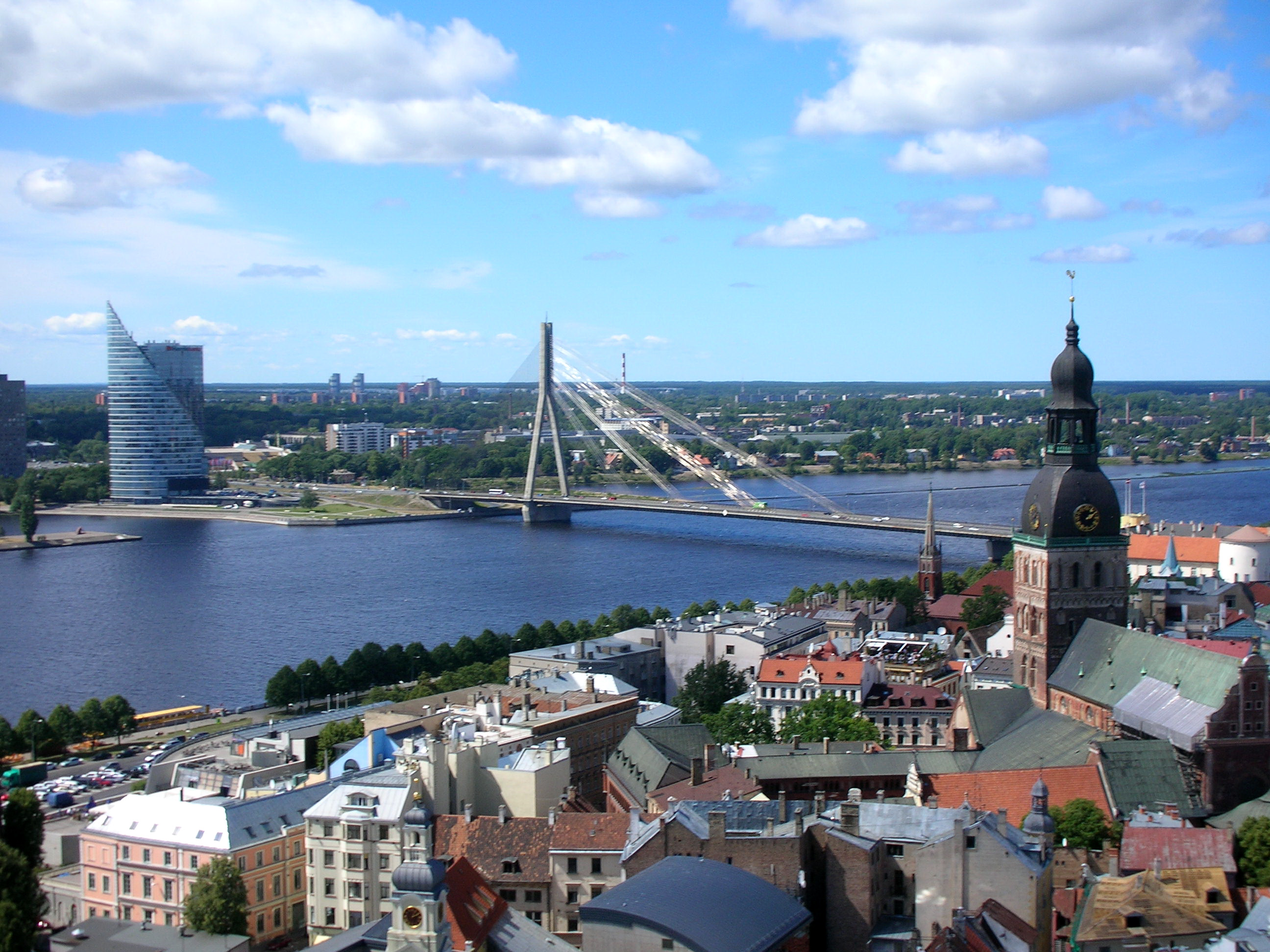
ヴァンシュ橋（英語版）
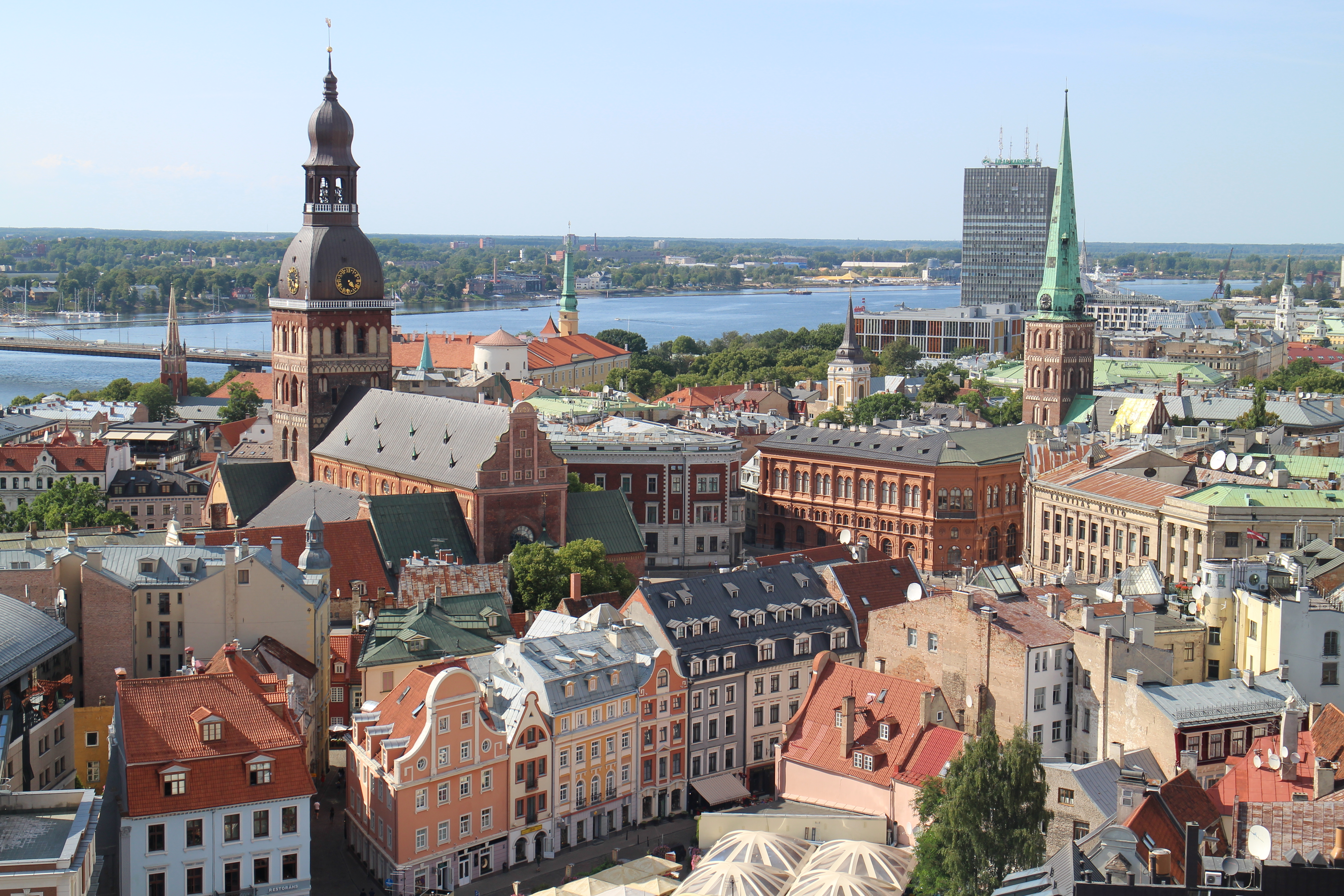
ヴェツリガ
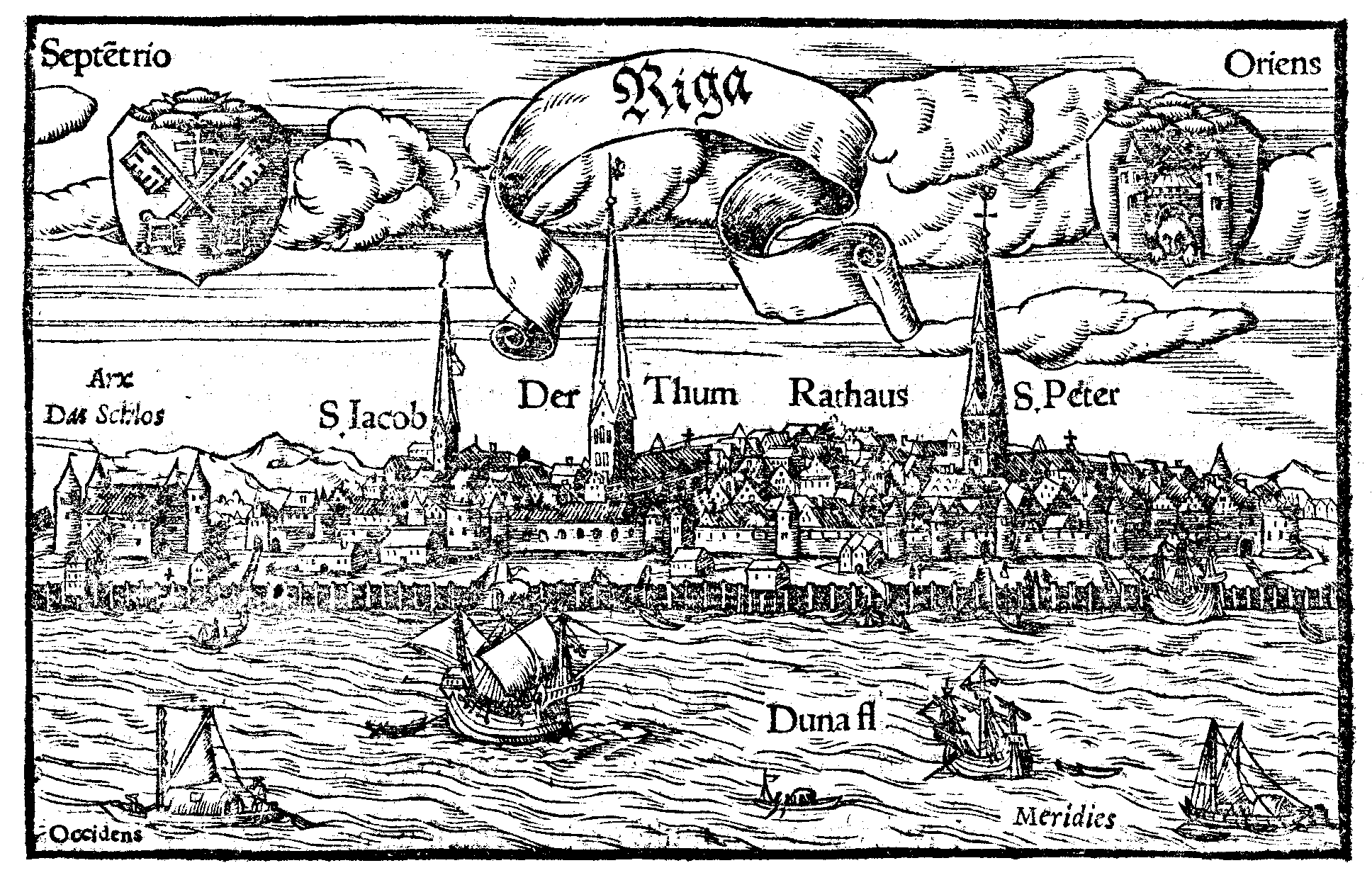
リガのパノラマ (1575年)